# Night Time Is the Right Time
Pour les articles homonymes, voir Night, Time et Right Time.
Clip vidéo
[vidéo] « Roosevelt Sykes - Night Time Is the Right Time », sur YouTube
[vidéo] « Ray Charles - Night Time Is The Right Time », sur YouTube
Night Time Is the Right Time  (La nuit est le bon moment, en  anglais) est une chanson de blues, de l'auteur-compositeur-interprète-pianiste américain Roosevelt Sykes (surnommé The Honey Dripper) enregistrée pour la première fois en juillet 1937 en disque 78 tours chez Decca Records. Sa reprise rhythm and blues-soul de Ray Charles en 1958, est un des plus importants succès de sa carrière.

## Histoire
Le bluesman Roosevelt Sykes enregistre ce titre de blues modéré en 1937, accompagné par lui-même au piano stride. Il est crédité comme seul auteur-compositeur, bien que le nom de Leroy Carr soit parfois ajouté plus tard à cause d'une ressemblance de cette mélodie avec celle de sa chanson When the Sun Goes Down de février 1935,,, qui inspire également le titre de blues Love in Vain de Robert Johnson de 1937.

## Reprises et adaptations
Le chanteur américain Nappy Brown (en) reprend et adapte la chanson en 1957, sous le titre abrégé The Right Time, avec d'importants arrangements musicaux soul-rhythm and blues, et des modifications des paroles, créditée aux noms de Nappy Brown, Lew Herman, Ozzie Cadena et Roosevelt Sykes, et enregistrée en single en novembre 1957 avec un groupe composé de piano, choristes, deux saxophones, trombone, guitare, contrebasse, et batteur,,. 

### Ray Charles
Ray Charles reprend et enregistre la version précédente sous le titre (Night Time Is) the Right Time, avec un tempo un peu plus rapide, avec son big band jazz, en duo emblématique avec sa chef choriste Margie Hendrix (en) et The Raelettes, sortie en octobre 1958 chez Atlantic Records « Tu connais la nuit, ma chérie, nuit et jour, être, avec celui que tu aimes, maintenant, quand je rentre à la maison bébé, maintenant, je veux être avec celle que j'aime, maintenant, tu sais à quoi je pense, être avec celui que tu aimes, maintenant… ». Ce tube de ses albums Ray Charles at Newport et The Genius Sings the Blues (en) culmine en particulier à la 5e place du classement américain Billboard Hot R&B/Hip-Hop Songs en mars 1959.
Ce tube est repris par de nombreux interprètes, dont :
- 1938 : Big Bill Broonzy, Night Time Is the Right Time n°2
- 1938 : Roosevelt Sykes, seconde version Night Time Is the Right Time n°2
- 1957 : Nappy Brown (en), The Right Time
- 1958 : Ray Charles, single des albums Ray Charles at Newport et The Genius Sings the Blues (en)
- 1962 : John Lee Hooker
- 1964 : The Animals, pour leur 1er album The Animals (album)
- 1965 : The Sonics,  album Here Are the Sonics
- 1968 : Aretha Franklin, album Aretha Now
- 1969 : Creedence Clearwater Revival, album Green River
- 1978 : Tina Turner, single extrait de son 3e album Rough (album)
- 1983 : James Brown, single Bring It On...Bring It On (en) extrait de son album Bring It On! (en)
- 1985 : La famille Huxtable du Cosby Show (épisode 3 Happy Anniversary - saison 2) pour l'anniversaire de mariage des grands-parents[13]
- 1992 : Etta James, album The Right Time (en)
- 2005 : The Rolling Stones, sur scène lors de la tournée de l'album A Bigger Bang de 2005 à 2007[14].
- 2016 : Anthony Hamilton

## Cinéma et télévision
- 1985 : Cosby Show, épisode 3 Happy Anniversary (saison 2) interprétée par la famille Huxtable pour l'anniversaire de mariage des grands-parents[13]
- 2005 : Ray, de Taylor Hackford, film biographique, avec Jamie Foxx (Oscar du meilleur acteur 2005 pour son rôle de Ray Charles)[15]